# 100-я лёгкая пехотная дивизия (вермахт)
100-я лёгкая пехотная дивизия (нем. 100. Jäger-Division, 100. Leichte Infanterie-Division) — тактическое соединение сухопутных войск вооружённых сил нацистской Германии. Принимала участие во Второй мировой войне.

## Формирование
Дивизия 12-й волны, была сформирована 10 октября 1940 в XVII Военном Округе на месте военных полигонов в Дёллерсхайме (Австрия) в основном из уроженцев Южного Тироля.
Это была легкопехотная дивизия трёхполкового состава (штатно — 54-й пехотный полк и 227-й пехотный полк, 83-й артиллерийский полк. В дальнейшем в её состав дополнительно вошёл 369-й хорватский пехотный полк.
6 июля 1942 года дивизия была переименована в 100-ю егерскую дивизию.

## Боевой путь
Была среди первых дивизий, оккупировавших Францию. С июня 1941 года участвует в операции «Барбаросса» в составе группы армий «Юг».
В составе 17-й армии ведёт тяжёлые бои в районе Киева.
Осенью — наступление на Полтаву.
В составе 6-й армии — на Харьков.
Зимой 1941—1942 годов — оборонительные бои на Миус-фронте. С 12 декабря 1941 в составе 14-го моторизованного корпуса, штаб дивизии с 15.12.1941 Ново-Николаевкаа.
В мае 1942 года — участие в окружении под Харьковом.
С июля 1942 — участие в наступлении на Сталинград. Уничтожена в январе 1943 года в Сталинграде.
Восстановлена 17 апреля 1943 года из боевой группы 100-й егерской дивизии в Хорватии.
С июля 1943 — в Албании.
С марта 1944 года на Восточном фронте (южный сектор).
Принимала участие в деблокировании попавшей в окружение 1-й танковой армии.
С сентября 1944 — бои в Венгрии.
В мае 1945 года сдалась в плен советским войскам в Силезии.

## Организация
- 54-й пехотный полк (с 1 апреля 1942 г. — 54-й лёгкий пехотный полк)
- 227-й пехотный полк (с 1 октября 1942 г. — 227-й лёгкий пехотный полк)
- 369-й хорватский пехотный полк («Хорватский легион») с 10.1941 по 02.1943[1]
- 83-й артиллерийский полк
- 100-й полевой запасной батальон
- 100-й противотанковый батальон
- 100-й разведывательный батальон
- 100-й сапёрный батальон
- 100-й батальон связи
- 100-я дивизионная часть снабжения

## Командующие
- генерал-лейтенант Вернер Занне с 10 октября 1940 по 31 января 1943 (попал в плен).
- генерал-лейтенант Виллибальд Уц с 25 апреля 1943 по 1 января 1945.
- полковник Ганс Креппель с 1 января 1945 по 31 января 1945.
- генерал-майор Отто Шури с 1 февраля 1945 по май 1945.

## Награждённые Рыцарским крестом Железного креста

### Рыцарский Крест Железного креста (12)
- Франц Веллер, 04.09.1941 — майор, командир 54-го пехотного полка
- Франц Найбекер, 16.02.1942 — полковник, командир 227-го пехотного полка
- Вернер Занне, 22.02.1942 — генерал-майор, командир 100-й лёгкой пехотной дивизии
- Франц Клаусграбер, 13.03.1942 — капитан, командир 3-го батальона 227-го пехотного полка
- Ганс-Гюнтер Браун фон Штумм, 20.07.1942 — ротмистр, командир 100-го разведывательного батальона
- Отто Хегер, 21.09.1944 — капитан резерва, командир 2-го батальона 227-го лёгкого пехотного полка
- Отто Шнайдер, 28.10.1944 — лейтенант резерва, командир сапёрной роты 54-го лёгкого пехотного полка
- Рудольф Кюнфельс, 09.12.1944 — обер-лейтенант, командир роты 54-го лёгкого пехотного полка
- Йозеф Вагнер, 18.02.1945 — обер-лейтенант, командир 1-й роты 227-го лёгкого пехотного полка
- Адольф Грубингер, 28.02.1945 — обер-егерь, 1-й номер пулемётного расчёта 9-й роты 227-го лёгкого пехотного полка
- Фридрих Пайн, 28.02.1945 — обер-егерь, снайпер 2-й роты 227-го лёгкого пехотного полка
- Йозеф Прайсс, 20.04.1945 — обер-егерь, командир отделения 15-й роты 227-го лёгкого пехотного полка

### Рыцарский Крест Железного креста с Дубовыми листьями
- Франц Веллер (№ 626), 23.10.1944 — полковник, командир 54-го лёгкого пехотного полка